# Teracotona mirabilis
Teracotona mirabilis är en fjärilsart som beskrevs av Max Bartel 1903. Teracotona mirabilis ingår i släktet Teracotona och familjen björnspinnare. Inga underarter finns listade i Catalogue of Life.